# Droga krajowa B76 (Austria)
Droga krajowa B76 (Radlpass Straße)  - droga krajowa w południowej części Austrii przebiegająca przez terytorium Styrii. Jednojezdniowa arteria zaczyna się na południowy zachód od Grazu. B76 prowadzi w kierunku południowym do Deutschlandsberga. Za tym miastem kieruje się w kierunku Słowenii. Radlpass Straße kieruje się dalej do dawnego przejścia granicznego z ze Słowenią na przełęczy Radl - 670 m n.p.m. 